# Simonkolleite
La simonkolleite è un minerale.